# Ångspårväg

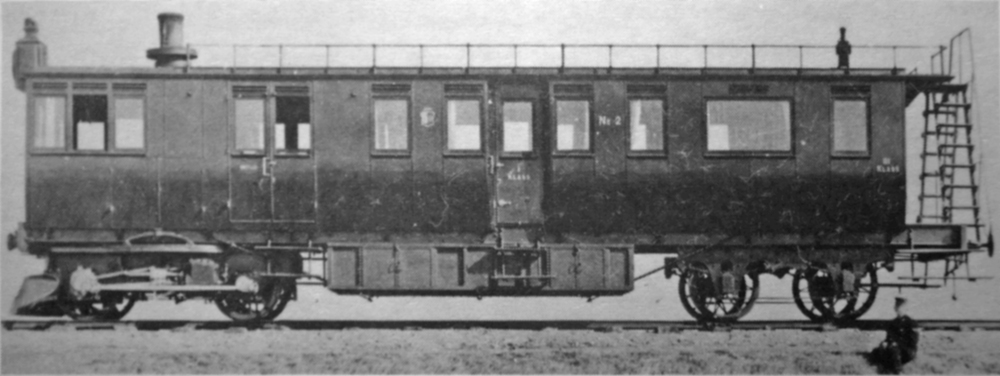
Ångvagn på Gärds Härads Järnväg,1881

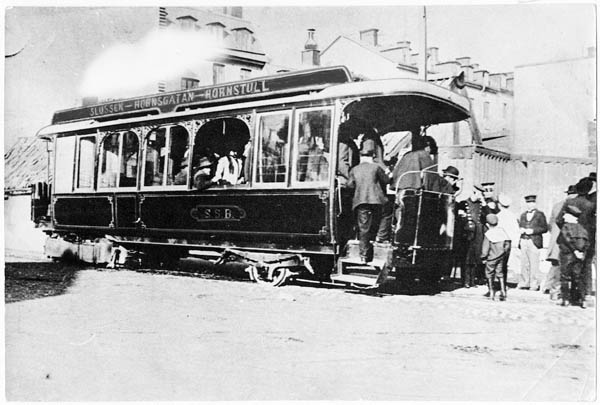
Stockholms Södra Spårvägs AB:s ångspårvagn på Södermalmstorg i Stockholm, 1901

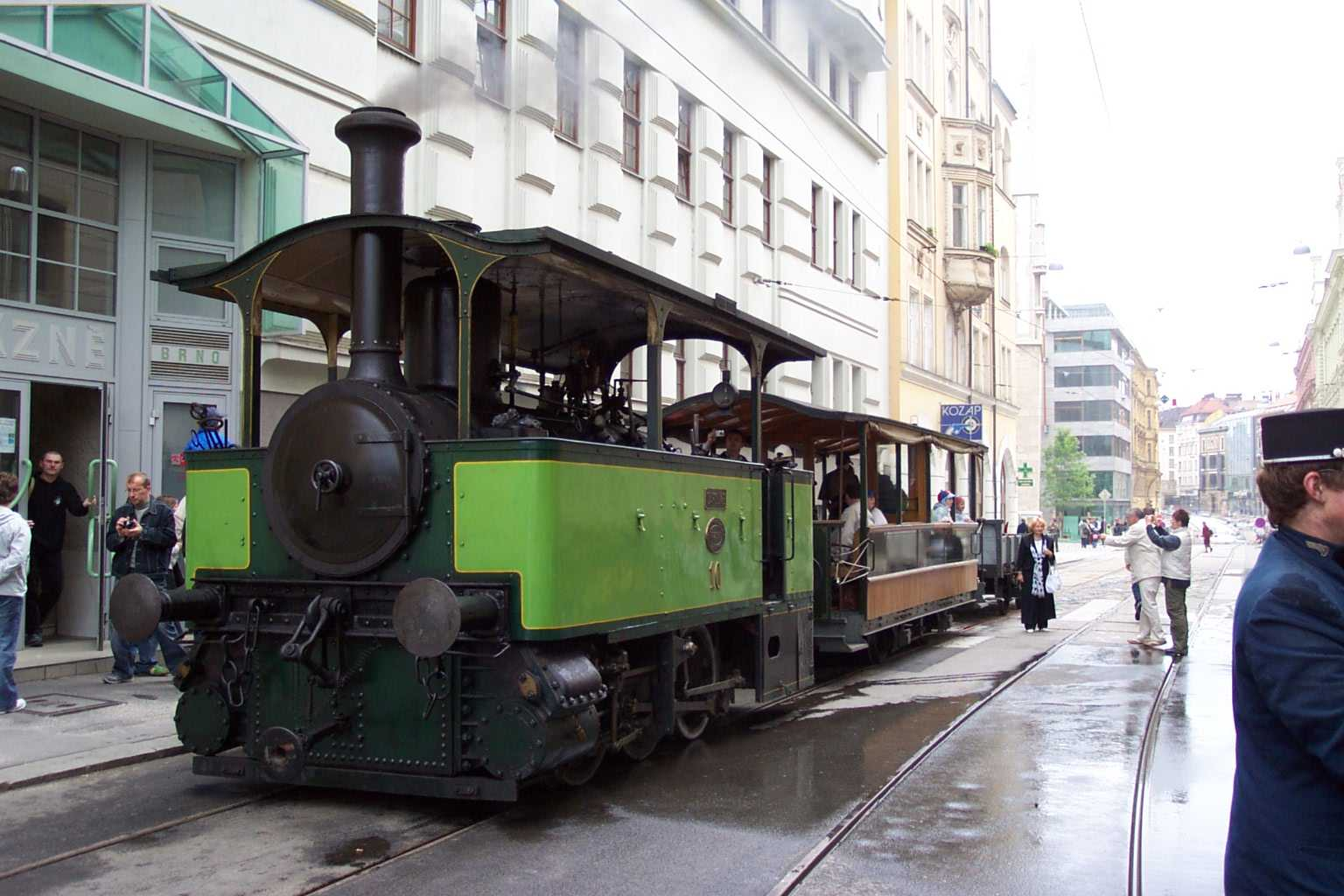
Ångspårvagn i Brno i Tjeckien

Ångspårväg var en mellanform mellan järnväg och spårväg i spårtrafikens barndom. Ångspårvägar uppfördes enligt en koncession för sträckor med mindre krav än på konventionell järnväg. Oftast rörde det lägre högsta hastighet och enklare signalsystem. Denna lösning tillgreps bland annat för att kunna fullfölja vissa svårfinansierade järnvägsprojekt. Under 1880-talets första hälft tillkom exempelvis inte mindre än fem ångspårvägar i Skåne som ett sätt att kunna realisera järnvägar trots rådande lågkonjunktur. 
Den första ångspårvägen i Sverige var Gärds Härads järnväg som byggde på William Robert Rowans i Danmark genomförda idé med ångvagnar och lättare räls på Randers–Hadsund Jernbane, där konduktören hjälpte föraren att elda, vid sidan av biljettförsäljning och godsexpediering.

## Exempel på ångspårvägar

### Europa
- Danmark: Randers–Hadsund Jernbane och Strandvejens Dampsporvej i Köpenhamn
- Frankrike: Grenoble, Lille, Paris, Ribeauville, Rueil och Saint-Étienne
- Grekland: Volo
- Irland: Dublin, Blessington–Poulaphouca
- Italien: Milano
- Litauen: Kaunas
- Nederländerna: Rotterdam och Ångspårvägar i Haag
- Portugal: Penafiel–Lixa och Porto
- Slovakien: Košice
- Spanien: Barcelona
- Storbritannien: Bristol och Glasgow
- Sverige: Fem ångspårvägar i Skåne och Stockholms Södra Spårvägs AB
- Tjeckien: Brno och Ostrava
- Tyskland: Berlin, Dortmund, Düsseldorf, Frankfurt am Main, Hamburg, Karlsruhe, München och Wuppertal
- Österrike: Innsbruck, Wien och Wien–Baden

### Afrika
- Zanzibar

### Asien
- Indien: Calcutta
- Indonesien: Jakarta
- Myanmar: Rangoon

### Oceanien
- Australien: Adelaide, Bendigo, Bexley, Broken Hill, Leonora, Maitland, Newcastle, Parramatta, Rockhampton och Sydney
- Nya Zeeland: Christchurch och Grahams Town